# Порнографическая связь
«Порнографическая связь» (фр. Une liaison pornographique) — фильм французского режиссёра Фредерика Фонтейна. Натали Бай и Сержи Лопес удостоились в 1999 г. призов Венецианского кинофестиваля соответственно за главные женскую и мужскую роли в этом фильме.

## Сюжет
Фильм построен в форме интервью, которые невидимому интервьюеру за кадром дают мужчина и женщина, рассказывая о своих отношениях друг с другом, начавшихся с некой порнографической связи. Имена главных героев так и остаются неизвестными. Они знакомятся по объявлению: Он откликнулся на объявление, которое Она дала в эротическом журнале, решив реализовать свои сексуальные фантазии. После первой встречи в кафе они договариваются о еженедельных встречах. Постепенно герои сближаются, и между ними возникают настоящие чувства.

## В ролях
| Актёр                 | Роль                |
| --------------------- | ------------------- |
| Натали Бай            | Она                 |
| Сержи Лопес           | Он                  |
| Жак Виала             | Интервьюер (голос)  |
| Поль Павель           | Жозеф Линьо         |
| Сильви ван ден Эльзен | мадам Линьо         |
| Пьер Жерранио         | администратор отеля |
| Кристоф Серме         | сотрудник больницы  |